# Антоніо Каррільо Флорес
Антоніо Каррільо Флорес (23 червня 1909, Мехіко, Мексика — 20 березня 1986, Мехіко, Мексика) — мексиканський державний і політичний діяч, дипломат.

## Біографія
Народився 23 червня 1909 року в місті Мехіко, Мексика. Закінчив Національний автономний університет Мексики. Кандидат наук (1929). Доктор наук (1950).
У 1937 — член-засновник Федерального податкового суду Мексики.
З 1945 по 1952 — генеральний директор Національної фінансової корпорації.
З 1952 по 1958 — міністр фінансів Мексики.
З 1958 по 1964 — Надзвичайний і Повноважний Посол Мексики у Вашингтоні (США).
З 1964 по 1970 — міністр закордонних справ Мексики.
З 1970 по 1972 — директор Фонду економічної культури.
З 1980 по 1981 — Надзвичайний і Повноважний Посол Мексики у Москві (СРСР).